# Bombaški atentat na Shankill Road
Bombaški atentat na Shankill Road odigrao se 23. listopada 1993. u četvrti Shankill Road u Belfastu.

## Cilj
Privremena IRA pokušala je ubiti vođe Ulsterske obrambene udruge (Ulster Defence Association) koji su trebali imati sastanak iznad radnje u kojoj su se prodavale ribe. 

## Radnja
Dvije osobe prpadnici Privremena IRA-e, Thomas Begley i Sean Kelly, dolaze do riblje radnje obučeni kao dobavljači. Sa sobom su donijeli bombu s tajmerom koja je trebala eksplodirati 11 sekundi poslije aktiviranja. Upozoravaju kupce u trgovini o eksploziji u trenu kada su aktivirali bombu, no bomba je odmah eksplodirala tako da se nitko nije uspio izvući. Deset osoba gine, među njima i Thomas Begley. Kuća se urušava i zatrpava čak i preživjele. Rukovodstvo Ulsterske obrambene udruge se izvuklo bez posljedica jer je vrijeme sastanka bilo promijenjeno. 

## Poljedice
Begley je imao svečan pogreb na IRA-inom groblju, Milltown Cemetery. Gerry Adams, vođa Sinn Féina, kritiziran je jer je nosio lijes na sprovodu. Ulsterska obrambena udruga sveti se 30. listopada u tzv. masakru u Greysteelu.
Sean Kelly osuđen je na kaznu doživotnog zatvora ali dobio je amnestiju poslije sporazuma iz Belfasta.